# Prins Hendrik Ende Desespereert Nimmer Combinatie Zwolle 2017-2018
Questa voce raccoglie le informazioni riguardanti il  Prins Hendrik Ende Desespereert Nimmer Combinatie Zwolle  nelle competizioni ufficiali della stagione 2017-2018.

## Maglie e sponsor
Lo sponsor ufficiale è Molecaten, mentre quello tecnico è Craft.
|  | Casa |  | Trasferta |  | Terza maglia |

## Rosa
Rosa tratta dal sito ufficiale.
| N. |                        | Ruolo | Calciatore                |
| -- | ---------------------- | ----- | ------------------------- |
| 1  | Paesi Bassi (bandiera) | P     | Diederik Boer             |
| 2  | Paesi Bassi (bandiera) | D     | Bram van Polen (capitano) |
| 3  | Argentina (bandiera)   | D     | Nicolás Freire            |
| 4  | Paesi Bassi (bandiera) | D     | Dirk Marcellis            |
| 5  | Paesi Bassi (bandiera) | D     | Dico Koppers              |
| 6  | Paesi Bassi (bandiera) | C     | Mustafa Saymak            |
| 7  | Marocco (bandiera)     | A     | Youness Mokhtar           |
| 8  | Paesi Bassi (bandiera) | C     | Wouter Marinus            |
| 9  | Polonia (bandiera)     | A     | Piotr Parzyszek           |
| 10 | Paesi Bassi (bandiera) | A     | Stef Nijland              |
| 11 | Paesi Bassi (bandiera) | A     | Terell Ondaan             |
| 13 | Paesi Bassi (bandiera) | D     | Philippe Sandler          |
| 14 | Svezia (bandiera)      | C     | Erik Israelsson           |

| N. |                          | Ruolo | Calciatore             |
| -- | ------------------------ | ----- | ---------------------- |
| 15 | Grecia (bandiera)        | C     | Athanasios Karagkounīs |
| 16 | Paesi Bassi (bandiera)   | P     | Mickey van der Hart    |
| 17 | Paesi Bassi (bandiera)   | A     | Queensy Menig          |
| 19 | Paesi Bassi (bandiera)   | C     | Rick Dekker            |
| 20 | Paesi Bassi (bandiera)   | A     | Kingsley Ehizibue      |
| 21 | Danimarca (bandiera)     | C     | Younes Namli           |
| 23 | Paesi Bassi (bandiera)   | C     | Erik Bakker            |
| 24 | Paesi Bassi (bandiera)   | D     | Ruben Ligeon           |
| 29 | Paesi Bassi (bandiera)   | D     | Sander van Looy        |
| 30 | Nuova Zelanda (bandiera) | C     | Ryan Thomas            |
| 31 | Paesi Bassi (bandiera)   | C     | Bas van Wijnen         |
| 40 | Paesi Bassi (bandiera)   | P     | Mike Hauptmeijer       |

## Risultati

### Eredivisie

#### Girone d'andata
| Arbitro: | Nijhuis |

|                                                             |           |                           |
| Marcellis 45+1’ Auassar 53’ (aut.) Saymak 66’ van Polen 74’ | Marcatori | 22’, 62’ (rig.) Gustafson |

| Arbitro: | Lindhout |

|            |           |             |
| Mühren 22’ | Marcatori | 13’ Mokhtar |

| Arbitro: | Janssen |

|                                  |           |  |
| Mokhtar 33’ van Polen 78’ (rig.) | Marcatori |  |

{{Incontro di club
|Sport = calcio
|Giornomese = 9 settembre
|Anno = 2017
|Ora = 20:45 CEST
|Turno = 4ª giornata
|Squadra 1 = Ajax
|Squadra 2 = PEC Zwolle
|Punteggio 1 = 3
|Punteggio 2 = 0
|Referto = http://int.soccerway.com/matches/2017/09/09/netherlands/eredivisie/afc-ajax/bvo-fc-zwolle/2462367/
|Città = Amsterdam
|Stadio = Amsterdam ArenA
|Spettatori = 50 902
|Arbitro = [[Serdar Gözübüyük|Gözübüyük]]
|Marcatori 1 = Huntelaar  6’,  88’ 
 Ziyech  71’
|Marcatori 2 = 
|Sfondo = on
}}
| Arbitro: | Manschot |

|                 |           |            |
| Mokhtar 4’, 85’ | Marcatori | 78’ Jamiro |

| Arbitro: | Nijhuis |

|             |           |              |
| Leemans 69’ | Marcatori | 30’ Ehizibue |

| Arbitro: | van Boekel |

|                                      |           |                        |
| Nijland 19’ Thomas 60’ Mokhtar 90+3’ | Marcatori | 15’ Doan 54’ van Weert |

| Rotterdam 14 ottobre 2017, ore 20:45 CEST 8ª giornata | Feyenoord | 0 – 0 referto | PEC Zwolle | Stadion Feijenoord (47 500 spett.)\| Arbitro: \| Higler \| |
| Arbitro:                                              | Higler    |               |            |                                                            |

| Arbitro: | van den Kerkhof |

|  |           |                                   |
|  | Marcatori | 45+3’ (rig.) van Polen 82’ Saymak |

| Arbitro: | van de Graaf |

|                        |           |  |
| Parzyszek 7’ Namli 11’ | Marcatori |  |

| Arnhem 5 novembre 2017, ore 14:30 CET 11ª giornata | Vitesse  | 0 – 0 referto | PEC Zwolle | GelreDome (18 349 spett.)\| Arbitro: \| Makkelie \| |
| Arbitro:                                           | Makkelie |               |            |                                                     |

| Arbitro: | Kuipers |

|  |           |                    |
|  | Marcatori | 90+3’ Isimat-Mirin |

{{Incontro di club
|Sport = calcio
|Giornomese = 25 novembre
|Anno = 2017
|Ora = 20:45 CET
|Turno = 13ª giornata
|Squadra 1 = Heerenveen
|Squadra 2 = PEC Zwolle
|Punteggio 1 = 1
|Punteggio 2 = 2
|Referto = http://int.soccerway.com/matches/2017/11/25/netherlands/eredivisie/sportclub-heerenveen/bvo-fc-zwolle/2462450/?ICID=PL_MS_05
|Città = Heerenveen
|Stadio = Abe Lenstra Stadion
|Spettatori = 20 832
|Arbitro = [[Serdar Gözübüyük|Gözübüyük]]
|Marcatori 1 = Vlap  13’
|Marcatori 2 =  43’ Freire 
  49’ Saymak
|Sfondo = 
}}
| Arbitro: | Janssen |

|            |           |                   |
| Saymak 83’ | Marcatori | 33’ van de Streek |

| Arbitro: | Manschot |

|                       |           |                      |
| van Duinen 48’ (rig.) | Marcatori | 49’ Saymak 65’ Namli |

| Arbitro: | Higler |

|            |           |                 |
| Ondaan 32’ | Marcatori | 34’ Jahanbakhsh |

| Arbitro: | Wiedemeijer |

|                           |           |                                   |
| Fran Sol 10’ Rienstra 36’ | Marcatori | 40’ (rig.) Bakker 59’, 85’ Saymak |

#### Girone di ritorno
| Arbitro: | Blom |

|                                      |           |  |
| Falkenburg 22’, 52’ Johnsen 44’, 62’ | Marcatori |  |

| Arbitro: | Kamphuis |

|            |           |  |
| Mokhtar 2’ | Marcatori |  |

| Arbitro: | Mulder |

|           |           |                       |
| Namli 58’ | Marcatori | 29’ Linssen 75’ Mount |

| Arbitro: | Gözübüyük |

|                                    |           |  |
| de Jong 45+3’, 65’, 72’ Brenet 78’ | Marcatori |  |

| Arbitro: | van Boekel |

|                                  |           |                       |
| Marinus 23’ Namli 28’ Saymak 73’ | Marcatori | 69’ Dumfries 80’ Reza |

| Arbitro: | Wiedemeijer |

|                     |           |                     |
| Kerk 17’ Labiad 22’ | Marcatori | Saymak 90+3’ (rig.) |

| Arbitro: | Blom |

|  |           |               |
|  | Marcatori | 54’ Huntelaar |

| Arbitro: | Nijhuis |

|                          |           |               |
| Peterson 42’ Vermeij 62’ | Marcatori | 50’ Parzyszek |

| Arbitro: | Manschot |

|            |           |                |
| Saymak 73’ | Marcatori | 67’ van Crooij |

| Arbitro: | Lindhout |

|                               |           |  |
| Thomas 25’ (aut.) Hrustic 90’ | Marcatori |  |

| Arbitro: | van Boekel |

|                                      |           |                                               |
| Saymak 52’ Parzyszek 85’ (rig.), 88’ | Marcatori | 10’, 15’ van Persie 51’ El Ahmadi 78’ Vilhena |

| Arbitro: | Nijhuis |

|                          |           |  |
| Mokhtar 2’ Parzyszek 64’ | Marcatori |  |

| Arbitro: | Kuipers |

|                                       |           |                     |
| Avdijaj 3’ Gustafson 8’ Rosheuvel 87’ | Marcatori | 25’ Namli 85’ Menig |

| Arbitro: | Bax |

|             |           |                       |
| Mokhtar 17’ | Marcatori | 57’ (rig.) van Duinen |

| Arbitro: | van Boekel |

|                            |           |  |
| van der Lely 21’ Maria 35’ | Marcatori |  |

| Arbitro: | Dieperink |

|  |           |             |
|  | Marcatori | 63’ Azzaoui |

| Arbitro: | Lindhout |

|                                                         |           |  |
| Jahanbakhsh 13’, 52’, 88’ Midtsjø 62’ Weghorst 76’, 77’ | Marcatori |  |

### Coppa d'Olanda
| Arbitro: | Gözübüyük |

|  |           |                                                                             |
|  | Marcatori | 11’ Nijland 32’ Namli 39’ (rig.) Parzyszek 67’ Marinus 90+1’ (rig.) Mokhtar |

| Arbitro: | Kooij |

|                                           |           |                          |
| Namli 8’ Sandler 77’ Bakker 105+2’ (rig.) | Marcatori | 52’ El Azzouti 88’ Stout |

| Arbitro: | Kuipers |

|                        |           |  |
| Mokhtar 20’ Ondaan 48’ | Marcatori |  |

| Arbitro: | Nijhuis |

|                                       |           |             |
| Weghorst 21’, 71’ Til 39’ Idrissi 60’ | Marcatori | 32’ Marinus |

## Statistiche

### Statistiche di squadra
| Competizione | Punti | In casa | In casa | In casa | In casa | In casa | In casa | In trasferta | In trasferta | In trasferta | In trasferta | In trasferta | In trasferta | Totale | Totale | Totale | Totale | Totale | Totale | DR  |
| Competizione | Punti | G       | V       | N       | P       | Gf      | Gs      | G            | V            | N            | P            | Gf           | Gs           | G      | V      | N      | P      | Gf     | Gs     | DR  |
| ------------ | ----- | ------- | ------- | ------- | ------- | ------- | ------- | ------------ | ------------ | ------------ | ------------ | ------------ | ------------ | ------ | ------ | ------ | ------ | ------ | ------ | --- |
| Eredivisie   | 44    | 17      | 8       | 4       | 5       | 27      | 20      | 17           | 4            | 4            | 9            | 16           | 34           | 34     | 12     | 8      | 14     | 42     | 54     | -12 |
| KNVB Beker   | -     | 2       | 2       | 0       | 0       | 5       | 2       | 2            | 1            | 0            | 1            | 6            | 4            | 4      | 3      | 0      | 1      | 11     | 6      | +5  |
| Totale       | 44    | 19      | 11      | 4       | 5       | 32      | 22      | 20           | 5            | 4            | 11           | 21           | 38           | 38     | 15     | 8      | 15     | 53     | 60     | -7  |

### Andamento in campionato
| Giornata  | 1 | 2 | 3 | 4 | 5 | 6 | 7 | 8 | 9 | 10 | 11 | 12 | 13 | 14 | 15 | 16 | 17 | 18 | 19 | 20 | 21 | 22 | 23 | 24 | 25 | 26 | 27 | 28 | 29 | 30 | 31 | 32 | 33 | 34 |
| --------- | - | - | - | - | - | - | - | - | - | -- | -- | -- | -- | -- | -- | -- | -- | -- | -- | -- | -- | -- | -- | -- | -- | -- | -- | -- | -- | -- | -- | -- | -- | -- |
| Luogo     | C | T | C | T | C | T | C | T | T | C  | T  | C  | T  | C  | T  | C  | T  | T  | C  | C  | T  | C  | T  | C  | T  | C  | T  | C  | C  | T  | C  | T  | C  | T  |
| Risultato | V | N | V | P | V | N | V | N | V | V  | N  | P  | V  | N  | V  | N  | V  | P  | V  | P  | P  | V  | P  | P  | P  | N  | P  | P  | V  | P  | N  | P  | P  | P  |
| Posizione | 4 | 6 | 3 | 9 | 7 | 6 | 4 | 6 | 4 | 3  | 3  | 4  | 4  | 4  | 4  | 4  | 4  | 4  | 4  | 5  | 5  | 4  | 5  | 6  | 6  | 6  | 7  | 7  | 6  | 7  | 7  | 8  | 8  | 9  |

Legenda:

Luogo: C = Casa; T = Trasferta. Risultato: V = Vittoria; N = Pareggio; P = Sconfitta.